# 花秋镇
花秋镇，是中华人民共和国贵州省遵义市桐梓县下辖的一个乡镇级行政单位。

## 行政区划
花秋镇下辖以下地区：
李坪村、兴河村、金山村、群兴村、东山坪村、岔水村、花秋村、银盆村、龙井沟村、木堰村、克勤村、石步村、乐境村、天生桥村、三岔河村、青山村、下坝村、石关村、新田村、河坝村、龙塘村、大岩村和冯大垭村。